# 槌屋治紀
槌屋治紀（つちや はるき、1943年3月19日- ）は、日本のエネルギー工学者。

## 略歴
千葉県生まれ。東京大学工学部機械工学科卒業、同大学院機械工学科博士課程修了、1970年「高炉の計算制御のための基礎的研究」で工学博士。 1979年に株式会社システム技術研究所を設立し、所長。システム工学専攻。

## 著書
- 『エネルギー耕作型文明 エネルギー自立へのシナリオ』東洋経済新報社 (東経選書)1980
- 『調べてみようエネルギーのいま・未来』2003 岩波ジュニア新書
- 『燃料電池』2003 ちくま新書
- 『燃料電池と水素エネルギー 次世代エネルギーの本命に迫る』ソフトバンククリエイティブ (サイエンス・アイ新書 2007
- 『これからのエネルギー』2013 (岩波ジュニア新書

### 共編著
- 『パソコンによる経済予測入門 エコノメイトーWによる日本経済予測』室田泰弘, 伊藤浩吉共著 東洋経済新報社 1998
- 『技術の分析と創造』赤木昭夫共編著 放送大学教育振興会 2002
- 『燃料電池 実用化への挑戦』堤敦司共編著 工業調査会 2007

### 翻訳
- エイモリー・ロビンズ『ソフト・エネルギー・パス 永続的平和への道』室田泰弘共訳 時事通信社 1979
- P.ハーパー G・ボイル他編『ラジカルテクノロジー』時事通信社 1982
- エイモリー・ロビンス, ハンター・ロビンス『エネルギー/戦争 非核未来への道』室田泰弘共訳 時事通信社 1983
- エイモリー・B.ロビンス, L.ハンター・ロビンス『ブリトルパワー 現代社会の脆弱性とエネルギー』室田泰弘共訳 時事通信社 1987
- James Larminie, Andrew Dicks 共著『解説燃料電池システム』オーム社 2004

## 論文
- <槌屋治紀